# Pedro de Valdivia

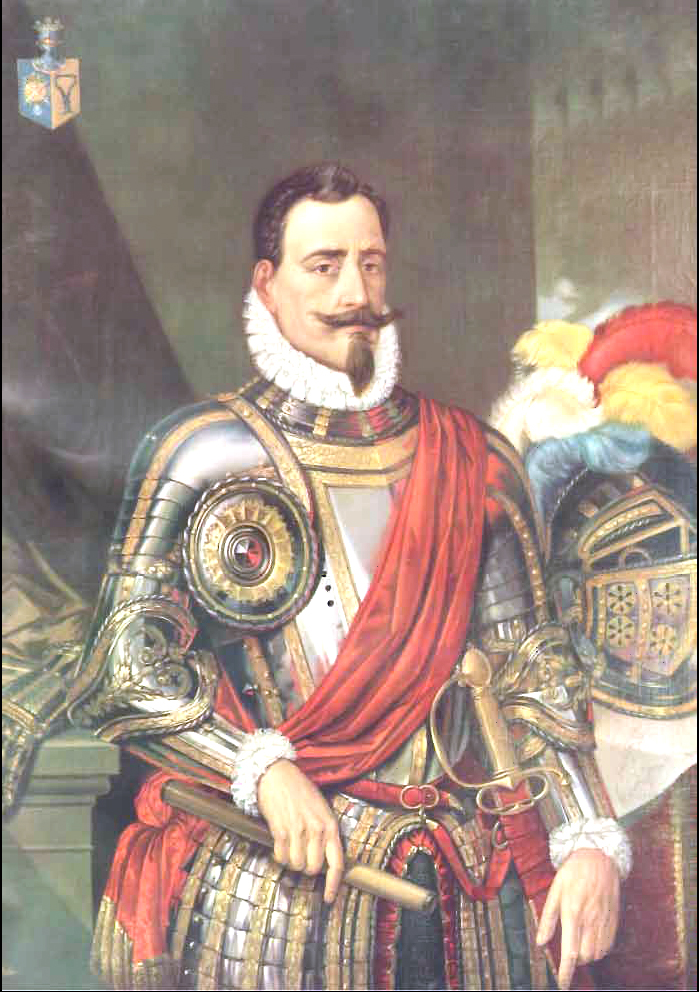
Pedro de Valdivia
(Historienbild aus dem 19. Jahrhundert)

Pedro de Valdivia (* 17. April 1497 in Castuera, Extremadura, Spanien; † 25. Dezember 1553 in Tucapel, Chile) war ein spanischer Soldat, Konquistador und erster  Gouverneur Chiles.
Er stammte aus einem Adelsgeschlecht mit langer militärischer Tradition. In den italienischen Kriegen nahm er unter anderem am Feldzug in Flandern, an der Schlacht bei Pavia (1525) und an der Plünderung Roms (1527) teil.
1536 gelangte er als Militärführer in die spanischen Kolonien Mittel- und Südamerikas. Zunächst nahm er an der Konquista in Venezuela und der Suche nach dem legendären Goldland Eldorado teil. 1537 warb ihn Francisco Pizarro, der Konquistador und Gouverneur von Peru, an und ernannte ihn zum Maestre de Campo. Valdivia half Pizarro, den Konquistador Diego de Almagro zu bekämpfen. Francisco Pizarro ernannte Valdivia zum Teniente Gobernador und betraute ihn mit der Konquista Chiles.
1540 begann Pedro de Valdivia mit 150 Soldaten eine Expedition nach Chile. 1541 gründete er die Hauptstadt Santiago und baute eine koloniale Verwaltung auf. Mit großer Beharrlichkeit und Gewalt, aber auch mit Geschick und Glück setzte er sich gegen die permanent heftigen Widerstände der indigenen Bevölkerung und gegen Meuterer und Verschwörer aus den eigenen Reihen durch. Es gelang ihm, das frühkoloniale Chile über die Südgrenze des vormaligen Inkareichs hinaus bis zum Río Bío Bío auszudehnen.
1547 kehrte er für ein Jahr zurück nach Peru, um für die spanische Krone im peruanischen Bürgerkrieg einzugreifen. Dort schlug er den Aufstand von Gonzalo Pizarro nieder. Valdivia wurde im selben Jahr vom peruanischen Vizekönig zum Generalkapitän und Gouverneur von Chile ernannt und erhielt so die königliche Bestätigung für sein Konquistaunternehmen. Er kehrte mit neuen Soldaten und Nachschub nach Chile zurück und dehnte seine Kolonie weiter nach Süden nach Araukanien aus. In der Schlacht von Tucapel wurde er von den Mapuche unter der Führung des Toqui Lautaro gefangen genommen und hingerichtet. Er hinterließ die Kolonie Chile bevölkert mit insgesamt 17 spanischen Siedlungen und Festungen.

## Herkunft

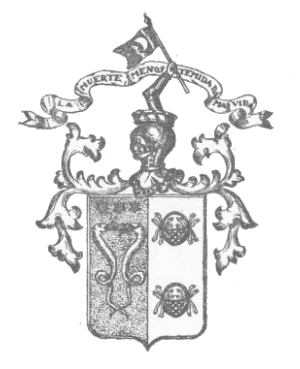
Wappen der Familie Valdivia.
Wahlspruch: La muerte menos temida, da más vida. (Den Tod weniger gefürchtet ergibt mehr Leben)

Pedro de Valdivia entstammte einer adligen Familie mit langer militärischer Tradition, die aus dem Tal des Flusses Ivia (Valle del Río Ivia) in der heutigen Provinz Palencia im nördlichen Spanien stammte, woher sie ihren Namen erhielt. Anfang des 15. Jahrhunderts gelangte ein Vorfahr Valdivias nach Extremadura.
Luis de Roa schrieb in einer neueren Untersuchung zur Familie, dass der volle Name des Konquistadors Pedro Gutiérrez de Valdivia war. Er war der Bruder von Diego de Valdiva; der Vater hieß wahrscheinlich Pedro Gutiérrez de Valdivia; er war mit einer Frau unbekannten Namens aus Almodóvar verheiratet. Die Großeltern hießen Pedro Gutiérrez de Valdivia und María Díaz.
Bei verschiedenen Historikern sind andere Angaben zu Valdivias Geburt zu finden. Nach Jerónimo de Vivar (* um 1524), der 1558 die älteste Chronik zur Geschichte Chiles schrieb, stammte er aus Castruera. Nach Pedro Mariño de Lobera (1528–1595) war er der Sohn des Portugiesen Pedro Oncas de Melo und Isabel Gutiérrez de Valdivia. Nach Alonso de Góngora Marmolejo (1536–1575) stammte er aus Castuera in der Provinz Badajoz und sei im Alter von 56 Jahren gestorben, also 1497 geboren. Andere nennen als Geburtsorte Serena in Extremadura, Villanueva de la Serena, Campanario oder Zalamea.

## Soldat in Europa
1520 wurde Pedro de Valdivia Soldat. 1521 mit dem Beginn des ersten Krieges zwischen Kaiser Karl V., König von Spanien, und dem französischen König Franz I. nahm er in Flandern an der Schlacht bei Valenciana teil. Danach kam er nach Italien, wo er im Krieg um Mailand (siehe Italienische Kriege) unter dem Kommando des Marquis de Pescara (1490–1525) und dessen Hauptmann Herrera stand und den Rang eines Alfaréz (Fähnrich) erlangte. Valdivia kämpfte am 24. Februar 1525 in der Schlacht bei Pavia, nach der der französische König gefangen und zu einem Friedensvertrag genötigt wurde. Im Mai 1527 war Valdivia als Mitglied der außer Kontrolle geratenen Söldnerarmee von Karl V. an der Plünderung von Rom beteiligt. Die Soldateska plünderte die Stadt und belagerte den Papst. Valdivia wurde zum Hauptmann ernannt und kehrte nach Spanien zurück. In Salamanca heiratete er die 18-jährige Marina Ortíz de Gaete. Danach ging er ohne seine Frau wieder nach Italien zurück.

## In Südamerika

### Abenteuer Eldorado

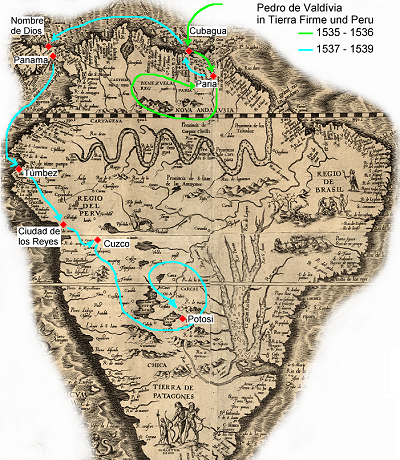
Pedro de Valdivia in Tierra Firme und Peru 1535 bis 1539

1535 wurde Pedro de Valdivia von Jerónimo de Alderete im Hafen von Sevilla angeworben, um für Jerónimo de Ortal, den Gouverneur von Paria, an der Konquista in Venezuela und an der Suche nach dem legendären Goldland Eldorado teilzunehmen. Er ließ seine Ehefrau Marina in Spanien zurück und sollte sie nie wiedersehen. Nach einer unbequemen Überfahrt erreichte Valdivia die Karibikinsel Cubagua, das Tor zum vermeintlichen Paradies in den spanischen Kolonien in Südamerika, genannt Tierra Firme. Die Reise ging weiter in das Innere Venezuelas entlang des Río Paria.
Als Ende 1536 ein Aufruf zur Aufstellung weiterer Truppen für Francisco Pizarro erfolgte, den Konquistador und Gouverneur von Nueva Castilla im heutigen Peru, nutzte Pedro de Valdivia die Gelegenheit, um dem venezolanischen Dschungel zu entfliehen und seine Karriere voranzutreiben. Zusammen mit anderen gelangte er von Tierra Firme im Norden Venezuelas in die panamaische Hafenstadt Nombre de Dios. Mit der dort formierten Truppe von 400 Soldaten unter dem Kommando von Diego de Fuenmayor überquerte er den Isthmus zur Stadt Panama an der Pazifikküste und wurde dort drei Monate später nach Túmbez in Peru eingeschifft, von wo er über Land nach Ciudad de los Reyes, dem heutigen Lima, kam und sich unter das Kommando von Francisco Pizarro stellte.

### Bürgerkrieg in Peru
Ein erfahrener Soldat wie Valdivia war genau das, was Francisco Pizarro brauchte. Er ernannte ihn im Juli 1537 zum Maestre de Campo (Feldmeister) seiner Armee. Fünf Jahre zuvor hatte Pizarro das Zentrum des Inkareiches in Peru unter seine Kontrolle gebracht; nun hatten die Inkas einen Aufstand organisiert und bekämpften die spanischen Besatzer recht erfolgreich. Francisco Pizarro marschierte mit Valdivia und 450 Soldaten von Ciudad de Los Reyes nach Cuzco, um seinen Brüdern Hernando Pizarro und Gonzalo Pizarro zu helfen, die dort von der Inkaarmee belagert wurden. In dieser Situation erfuhr Francisco Pizarro, dass der Konquistador Diego de Almagro mit seiner Armee von einer Expedition aus Chile zurückgekommen war und Cuzco eingenommen sowie die Brüder Hernando und Gonzalo gefangen genommen hatte. Pedro de Valdivia mit seinen langjährigen Erfahrungen in Krieg und Diplomatie erkannte wohl, dass ein Angriff auf Almagro einen Bürgerkrieg auslösen würde, und riet Pizarro von einem bewaffneten Kampf ab. Er versuchte ihn davon zu überzeugen, mit Diego de Almagro ein Treffen zu vereinbaren. In der Unterredung solle Pizarro an die alte Kameradschaft mit Almagro anknüpfen und an dessen ritterliche Tugenden appellieren, um so in direkter Verhandlung auf friedlichem Weg die Freilassung der Brüder zu erreichen. Andere Berater drängten auf einen bewaffneten Kampf, der von Ciudad de Los Reyes aus vorbereitet werden sollte. Francisco Pizarro entschied sich dafür, den Kampf vorzubereiten; gleichzeitig schickte er Emissäre zu Almagro. Gonzalo gelang unterdessen die Flucht, und Hernando wurde schließlich freigelassen. Danach griffen die Pizarros an und mit ihnen Valdivia. Erst brachen die Truppen ohne besondere Schwierigkeiten am Guaitara-Pass in Richtung Cuzco durch, dann kam es in der zerklüfteten Ebene von las Salinas etwa 5 km vor Cuzco am 6. April 1538 zur Entscheidungsschlacht. Unter der Führung von Pedro de Valdivia wurden die Arkebusiere mit Pelotas de Alambre (Drahtkugel) eingesetzt, einer seinerzeit neuartigen Munition mit verheerender Wirkung zur Bekämpfung der zahlreichen Pikenier-Infanterie Almagros. So besiegten die Pizarros schließlich ihren Widersacher Almagro und richteten ihn ohne Gnade hin. Das war der Auftakt für einen langjährigen Bürgerkrieg in Peru, der auch für Valdivia nicht ohne Folgen bleiben sollte.

### Konquista in Bolivien

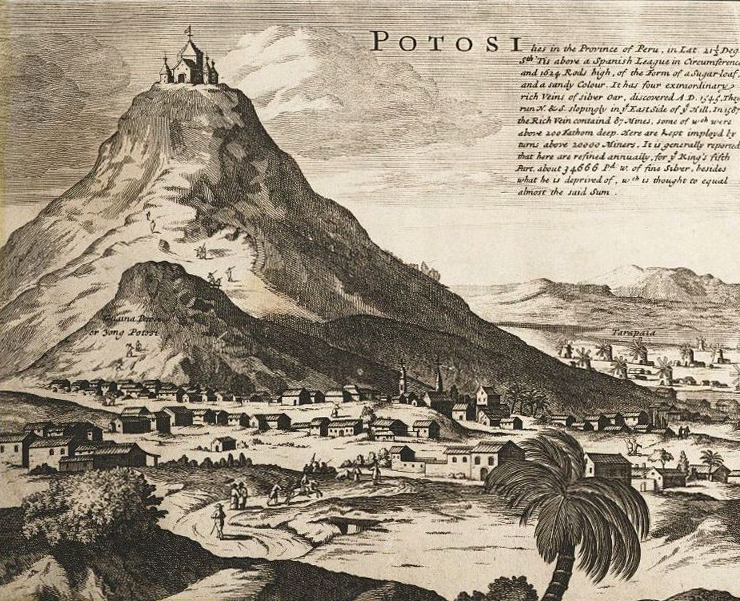
Cerro Rico bei Potosí

Nachdem Almagro beseitigt war, begleitete Pedro de Valdivia Hernando Pizarro bei Expeditionen in noch nicht unterworfene Hochebenen der Anden. Valdivia erhielt von diesem einen großzügigen Anteil an den Beutezügen und wurde dadurch in dieser Zeit sehr wohlhabend. Er beteiligte sich an der Konquista von Charcas im heutigen Bolivien, wo er seine wertvollsten Besitztümer erwarb: eine Silbermine bei Potosí und eine besonders große Estancia im La Canela-Tal, die ihm beide reichlich und beständig Einkommen verschafften. Aber es fehlten schließlich auch nicht die Neider, die sich beim Gouverneur Francisco Pizarro darüber beschwerten, dass Valdivia so viel von der Beute bekam.

## Konquista in Chile
Anfang 1539 reiste Francisco Pizarro zu einer Inspektion in die Region, wo sich Valdivia aufhielt. In Chuquiabo, dem heutigen La Paz, warteten tausend Unzufriedene auf Pizarro, um ihm ihre Anliegen vorzutragen. Doch Pedro de Valdivia ließ sich nicht beirren und nutzte seinerseits die Gelegenheit, um mit einem besonderen Wunsch an den Gouverneur heranzutreten. Er bat Pizarro um die Erlaubnis, Chile zu erobern. Pizarro erfüllte seinem loyalen Truppenführer gerne diesen Wunsch als Belohnung für seine wertvollen Dienste und ernannte Pedro de Valdivia zum Teniente de Gobernador (Gouverneursleutnant) und Capitán General (Generalkapitän) von Nueva Extremadura, einem Gebiet in Chile, das südlich an das vormals für Diego de Almagro vorgesehene Nueva Toledo angrenzte.

### Aufbruch nach Chile
Valdivia gab für erste Vorbereitungen 9.000 Pesos in Gold aus (1 Peso in Gold entsprach 4,2 g Feingold). Die Preise für die notwendige Ausrüstung erreichten exorbitante Werte. Ein Pferd kostete bis zu 2000 Pesos, ein Schwert 50 Pesos, ein Helm mehr als 100 Pesos, und so reichte das Geld nicht aus für ein Konquista-Unternehmen. Die örtlichen Geldverleiher waren nicht willens, ihn zu unterstützen, weil sie noch den kommerziellen Misserfolg Diego de Almagros vor Augen hatten, als dieser 1536 versuchte, Chile zu unterwerfen. Francisco Martínez, ein wohlhabender Händler, der gerade erst aus Spanien angekommen war, schloss schließlich mit Pedro de Valdivia ein Abkommen. Gegen Ausrüstung im Wert von 9.000 Pesos in Gold als Einlage in das Unternehmen sicherte sich Martínez 50 % der zukünftigen Gewinne.
Anfang Dezember 1539, als Valdivia mit seinen Vorbereitungen fertig war, um loszuziehen, kam, für alle überraschend, Pedro Sánchez de la Hoz aus Spanien mit einer Lizenz als Konquistador für Gebiete südlich der Magellanstraße und verlangte von Pizarro, ihm das Expeditionskorps von Valdivia zu unterstellen. Hoz hatte einflussreiche Freunde in Spanien, aber sonst nicht viel beizutragen, um seine Lizenz auch wahrnehmen zu können. Pizarro gelang es mit geschickter Diplomatie, Hoz zu einer Zusammenarbeit mit Valdivia zu bewegen. Die beiden vereinbarten, dass Valdivia zuerst losziehen sollte; Hoz sollte ihm vier Monate später mit Schiffen und Nachschub folgen, um ihn weiter südlich in Chunchos zu treffen.
Im Januar 1540 zog Valdivia von Cuzco aus mit etwa 1000 Indios und sieben Spaniern los, darunter dem Kapitalgeber Francisco Martínez, dem Notar Luis de Cartagena, der Lebensgefährtin Inés Suárez und Almagros Vetter Alvar Gómez als Maestre de Campo. – ein geradezu ärmlicher Haufen, verglichen mit dem Expeditionskorps, das Diego de Almagro vier Jahre vorher in Richtung Chile geführt hatte, mit über 500 Soldaten und an die 10.000 Indios und drei Schiffen. Zum Glück für Valdivia schlossen sich ihnen in der frühen Etappe noch etliche Nachzügler an, sodass schließlich 150 bis 170 spanische Soldaten unterwegs waren nach Chile. Dennoch machte die Expedition eher den Eindruck einer ambulanten Kolonie als den einer Eroberertruppe. Die Soldaten mit ihren Pferden und Waffen wurden von Frauen, Kindern und Haustieren begleitet, und die Gruppe transportierte Hausrat und Ackerwerkzeuge.
Valdivia folgte der Inkastraße nach Süden und gelangte bis Anfang Juni nach Atacama la Chica (heute Chiu Chiu) und Atacama la Grande (heute San Pedro de Atacama). Vor ihnen lag eine Strecke von 80 bis 120 Leguas (17,5 Leguas = 1° longitudinal, 1 Legua = 6,35 km) durch die Atacamawüste. Ein Soldat, der es sich angesichts der Schwierigkeiten anders überlegt hatte, versuchte heimlich andere davon zu überzeugen, mit ihm nach Peru zurückzukehren. Valdivia wollte nicht dulden, dass seine Autorität untergraben oder sein Unternehmen durch Deserteure gefährdet würde. Als er die Verschwörung aufdeckte, ließ er den Soldaten kurzerhand aufhängen.
Hier holte ihn Pedro Sánchez de la Hoz ein und versuchte ein Attentat auf Valdivia, um sich selbst an die Spitze der Expedition setzen zu können. Valdivia verhielt sich großzügig und ließ ihn zunächst eine Zeit lang in Fesseln mitreisen. Aber nach einer Weile waren sich die beiden einig. Am 12. August 1540 unterschrieben sie gemeinsam eine öffentliche Urkunde, in der Hoz alle seine Rechte, die er vom spanischen König erhalten hatte, an Valdivia abtrat und sich verpflichtete, keine Annullierung oder Neuverhandlung des Vertrags zu versuchen, unter Androhung einer Vertragsstrafe von 50 Pesos in Gold, die an den Fiskus seiner Majestät zu zahlen wären. Als Gegenleistung durfte Hoz auf einen angemessenen Anteil an der Beute des Feldzugs hoffen und erhielt von Valdivia einen Wechsel in Höhe des Wertes seiner mitgeführten Habseligkeiten. Für Valdivia bedeutete das Arrangement, dass er einen Nebenbuhler los war und für Hoz, der praktisch bankrott war, dass er mit neuer Perspektive seinen Gläubigern in Peru entfliehen konnte.

### Ankunft in Chile
Nach der Durchquerung der Atacamawüste gelangte die Gruppe ins Tal von Copiapó. Valdivia ließ Indios aufgreifen und foltern (fuerza de tormentos), um von ihnen Informationen zu erhalten. Bald stellte sich heraus, dass der Inkakönig Manco Cápac II. die Bevölkerung über das Eintreffen der Expedition Valdivias vorgewarnt hatte. In der Folge waren Lebensmittel und Gold versteckt worden, um sie den spanischen Eindringlingen nicht zur Beute werden zu lassen. Mit einem ersten feierlichen Akt am 24. Oktober 1540 nahm Pedro de Valdivia Besitz von Nueva Extremadura. Laut Jaime Eyzaguirre, einem chilenischen Geschichtsschreiber des 20. Jahrhunderts, soll Valdivia folgendes gesagt und getan haben:

„‚Schreiber!‘, rief er aus mit klarer Stimme, sich an Cartagena wendend: ‚Seid aufmerksam darauf, was ich sagen und tun werde, und beglaubigt und bezeugt mir, Pedro de Valdivia, der ich Generalkapitän dieser Armee bin, und auch im Namen seiner Majestät dem Kaiser Karl V., König von Spanien, meinem angestammten Herrn, sowie für die Königliche Krone von Kastilien, dass ich Besitz ergreife von dieser Provinz und den Tälern, ihnen selbst und den übrigen Provinzen, Königreichen und weiteren Ländern die ich entdecken, erobern und gewinnen werde und diejenigen, die in dieser Demarkation vorn an oder in gleich welchem Teil zu entdecken oder zu erobern bleiben.‘ Nach dem Gesagten begann er Baumzweige mit dem Schwert abzuschneiden, Kraut auszureißen und Steine weg zu räumen und fügte an: ‚Wenn der Besitz, den ich ergriffen habe, von irgendeiner Person für sich oder für irgendeinen Prinzen oder Herrn dieser Welt mir in Frage gestellt würde, dann werde ich hier auf diesem Feld auf sie warten, bewaffnet, um ihn zu verteidigen und kämpfen, bis ich sie überwältigt oder getötet oder vom Feld vertrieben habe.‘ Ein Kreuz, über einem Erdhügel errichtet, vor dem sich alle niederknieten, blieb als spirituelle Insigne der Konquista im Tal von Copiapo, die von Valdiva beglaubigte Inbesitznahme genannte beginnende Invasion in die Gebiete am Ende der Welt.“

Zwei Monate hielt sich Valdivia in dieser Region auf und musste sich gegen den Widerstand der Ureinwohner behaupten, die seiner Truppe in zahlreichen Scharmützeln arg zusetzten. Valdivia teilte seine Leute in kleine Stoßtrupps auf, um die Einwohner zu bekämpfen. Obwohl die Taktik recht erfolgreich war, vermochte er eine gesicherte Kontrolle über die Region nicht zu bekommen. Er gründete hier keine Siedlung. Unter diesen schwierigen Umständen wollte er das weiter entfernt von Peru machen, um mit einer großen Distanz seine Soldaten von einer leichten Rückkehr abzuhalten, damit sie dann umso verbissener für seine Belange kämpften.
Valdivia zog weiter nach Süden in das Tal des Río Aconcagua, auch „Tal von Chile“ genannt, wo sich ihm der mächtige Kaziken Michimalonco entgegenstellte. Es gelang ihm, Michimalonco zu besiegen, aber die Kaziken Catiputo und Tanjalongo setzten den Widerstand fort. Elf Monate nachdem Valdivia Cuzco verlassen hatte, überquerte er mit seiner Expedition den Chacabuco-Pass und gelangte in das fruchtbare Tal des Río Mapocho.

### Gründung von Santiago
Am 13. Dezember 1540 erreichte Pedro de Valdivia über den Qhapaq Ñan, wo heute die Straßen Independencia und Bandera liegen, den Río Mapocho und das inkaische Verwaltungszentrum Tambo Grande, das an der Stelle der heutigen Plaza de Armas Santiagos erbaut war. Nach der Überquerung des Mapocho wurden die Verwaltungsgebäude besetzt, um die Kontrolle über die Gegend zu erhalten. Dem daneben liegenden Hügel, von den örtlichen Picunche-Ureinwohnern Huelén genannt, gab Valdivia den Namen Cerro Santa Lucía. Die durch Kuriere des Inka-Herrschers Manco Cápac II. vorgewarnte Bevölkerung hatte auch hier ihre Lebensmittel versteckt und zeigte sich feindselig gegenüber den Besatzern. Zudem war den spanischen Invasoren schon bei der Ankunft der Proviant ausgegangen, und unter Hunger leidend brauchten sie noch 20 Tage, bis es Pedro de Valdivia mit Geschick gelang, die Bevölkerung zu Verhandlungen und Kooperation zu nötigen. So wie vorher auch schon, hatte Valdivia seine Soldaten in kleinere Gruppen aufgeteilt, die die Region durchstreiften. Die fliehende Bevölkerung, getrieben von einer Gruppe, fand sich bald jeweils einer anderen Gruppe gegenüber. So entstand der Eindruck einer zahlenmäßigen Überlegenheit der Invasoren.
In einer Konferenz mit 13 Kaziken: Quilicanta (ein Inka aus Cuzco), Atepudo, Vitacura (ein Inka), Huelén-Huara (vom Hügel Huelén), Apoquindo, Millacura (vom Ufer des Río Maipo), Incageruloneo (von den Hügeln Apochane), Huarragara (von La Dehesa) und anderen erklärte Pedro de Valdivia, dass er von dem von Gott und dem Papst legitimierten Kaiser Karl V. ausgesandt worden sei, um dessen Länder in Besitz zu nehmen und den Einwohnern den wahren Glauben zu bringen. Sie hätten sich der Kirche und dem König und damit ihm unterzuordnen, wenn nicht freiwillig, dann eben mit Gewalt. Er verlangte vom Kaziken Huelén-Huara, mit seinen Leuten das Gelände am Fuß des Hügels Huelén zu räumen und in die südwestlich am Río Maipo gelegene Inka-Siedlung Talagante umzuziehen, weil er am Fuß des Hügels eine Stadt gründen wolle. Die Kaziken beugten sich dem Diktat und mussten Arbeitskräfte zur Verfügung stellen.

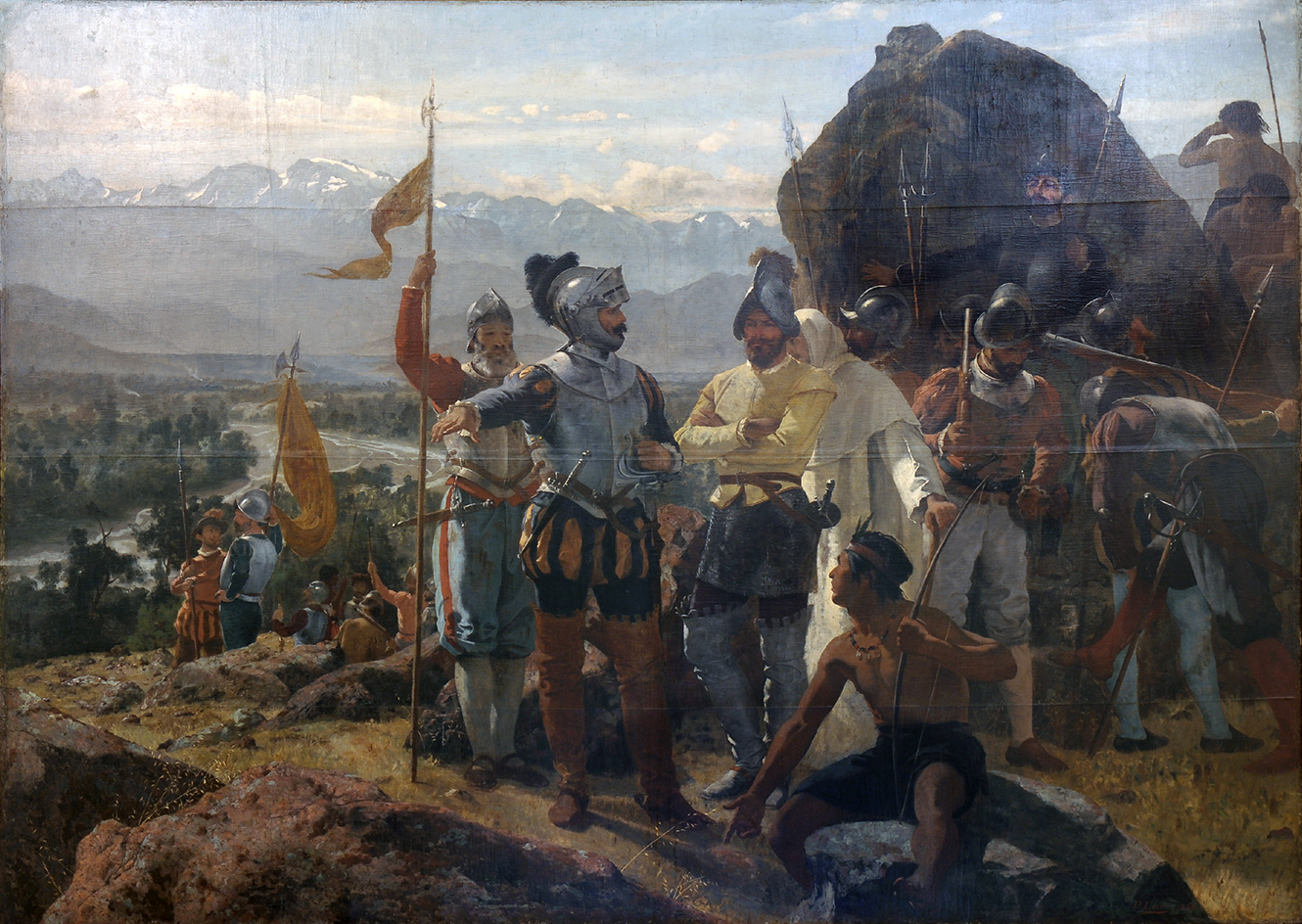
Pedro de Valdivia gründet Santiago.
(Historienbild 19. Jahrhundert)

Gründungsprotokoll von Santiago (Abbildung eines Originals)

Pedro de Valdivia gründete am 12. Februar 1541 Santiago del Nuevo Extremo, die heutige Hauptstadt Chiles. Er wählte den Ort, weil der Río Mapocho hier eine größere Insel bildete. Diese Lage war günstig, um die Stadt zu verteidigen, und der Ort war weit genug weg von Peru, um seine Leute von einer Rückkehr abzuhalten. Am 7. März 1541 begann Valdivia den Aufbau der Zivilverwaltung mit der Einrichtung des Cabildo, der kolonialen Stadtregierung. Der Friede mit den Ureinwohnern hielt nicht lange an. Schon für den 18. März 1541 enthalten die Protokolle des Cabildo die Bemerkung, dass einige seiner Mitglieder wegen der kriegerischen Auseinandersetzungen mit den Indios abwesend waren.
Im Mai ging das Gerücht um, dass Almagros Sohn Diego Francisco Pizarro getötet habe Wieder folterte Valdivia die Ureinwohner und erfuhr, auf welchen Wegen die Nachricht nach Chile gelangt war und dass die Almagristen die Macht übernommen hatten. Weil Valdivia seine Titel und Rechte durch seine Beteiligung am Kampf gegen Almagro und durch Francisco Pizarro erworben hatte, bedeutete diese Nachricht für ihn und die Kolonisten, dass ihre einzige Nachschubbasis ausgefallen war und sie in Gefahr waren, alles zu verlieren durch die zu erwartende Rache der Almagristen. Am 30. Mai 1541 versuchten die Mitglieder des Cabildo zum ersten Mal, Valdivia davon zu überzeugen, sich von ihnen zum Gouverneur wählen zu lassen, der nur dem König unterstellt wäre und so den Almagristen gegebenenfalls entgegentreten könnte, um die Kolonie und ihre Rechte zu beschützen. Der stets auf formale Aspekte und Legitimität bedachte Valdivia lehnte zunächst ab. Außerdem überlegte er, was wäre, wenn die Nachrichten Lügen wären und er mit unbedachten Handlungen Pizarro verprellen würde. Erst Tage später, nach vielem Wenn und Aber, akzeptierte Valdivia am 11. Juni 1541 seine Wahl zum Gouverneur seiner Majestät. Wie sich später herausstellte, handelte es sich bei den vermeintlichen Nachrichten aus Peru tatsächlich nur um Gerüchte. Valdivia und seine Leute waren so isoliert in Santiago, dass sie erst zwei Jahre danach erfahren sollten, dass die Nachrichten den tatsächlich wenig später am 26. Juni eintretenden Ereignissen vorausgeeilt waren.
Pedro de Valdivia wollte Klarheit und brauchte Nachschub aus Peru. So machte er sich mit zwölf Arbeitern und acht Soldaten zur Küste des  Aconcagua-Tals auf, um ein Boot zu bauen, mit dem er Leute nach Peru schicken wollte. Gleichzeitig beutete er in der Nähe von Quillota eine Goldmine aus. Während seiner Abwesenheit war in Santiago eine Konspiration in Gang gekommen. Martín de Solier hatte andere aufgewiegelt, um Valdivia zu stürzen, um dann nach Peru zurückzukehren. Alonso de Monroy verständigte Valdivia, der unverzüglich zurückkehrte und die Verschwörer festsetzte. Nach einer kurzen Untersuchung ließ er Solier und vier weitere aufhängen, was seine Position festigte. Aber die äußere Bedrohung stieg an. Kurz darauf kamen der Hauptmann Gonzalo de los Ríos und der schwarze Sklave Juan Valiente von der Küste zurück. Sie waren die einzigen Überlebenden nach einem Angriff durch Michimalonco, der einen neuen Aufstand initiierte. In der immer weiter eskalierenden Situation ließ er einige Kaziken im Tal des Mapocho aufgreifen und als Geiseln in seinem Haus in Santiago gefangen halten.
Am 11. September 1541 begann Michimalonco mit einem Überfall auf Santiago. Pedro de Valdivia befand sich zur gleichen Zeit mit einem Teil seiner Truppe südlich im Tal Cachapoal in Kämpfe verwickelt. Die in einer großen Überzahl Angreifenden – von Zeitgenossen übertrieben auf 10.000 Personen geschätzt – konnten Santiago niederbrennen, und fast wäre es ihnen gelungen, die gefangenen Kaziken zu befreien. Kurz vor einer Niederlage konnte Inés Suárez, die Lebensgefährtin von Pedro de Valdivia, mit einem Einfall das Blatt noch wenden. Sie schlug vor, die sieben gefangenen Kaziken zu enthaupten. Sie selbst köpfte den ersten mit dem Schwert. Als Michimaloncos Krieger die Köpfe in den Händen der spanischen Angreifer sahen, setzten sie zu einem konfusen Rückzug aus dem Inneren Santiagos an. Aber erst kurz vor Einbruch der Dunkelheit gelang es, die Attacke endgültig abzuwehren.
Mit diesem spektakulären Ereignis begann ein sich über zwei Jahre dahinschleppender Kriegs- und Belagerungszustand. Der Straßenblock an der Nordseite der Plaza de Armas wurde mit einer sie vollständig umgebenden Lehmmauer von 2,50 Meter Höhe und 2,10 Meter Tiefe zur Fliehburg ausgebaut, mit vier niedrigen Türmen in den Ecken und Räumlichkeiten zum Lagern von Waffen und Waren. Die Konquistadoren befanden sich in einer äußerst prekären Situation. Sie litten unter permanenter Lebensmittelknappheit und waren völlig isoliert vom Rest der Welt. Jagen war schwierig, und Ackerbau schaffte wenig Erleichterung. Sogar die Kleidung ging ihnen aus. Pedro de Valdivia entsandte im Januar 1542 Alonso de Monroy mit fünf Reitern nach Peru, um Hilfe anzufordern. Zwanzig entbehrungsreiche Monate mussten sich Valdivia mit seinen Kolonisten dann noch gegen alle Widrigkeiten behaupten, bis im Dezember 1543 Monroy mit 70 Reitern und einer Hilfslieferung zurückkam. Damit wurde die isolierte und demoralisierende Situation von Santiago beendet. Der Aufstand war gescheitert, die Indios zogen sich zurück nach Süden, und die Stadt war relativ sicher. Valdivia begann von Santiago aus mit systematischen Expeditionen, um das Land zu kolonisieren. So entsandte er um die Jahreswende 1543/1544 Juan Bohón mit zehn Soldaten, um im Coquimbo-Tal eine zweite Stadt mit dem Namen San Bartolomé de la Serena zu gründen und um einige Raststätten (sogenannte Tambos) am Weg nach Peru einzurichten.

### Bis zum Río Bío Bío
Mitte 1544 brachte das Schiff San Pedro des Kapitäns Juan Bautista de Pastene weitere Unterstützung. Der Gouverneur von Peru, Cristóbal Vaca de Castro, hatte diesen ausgesandt, um die Küste bis zur Magellanstraße zu erkunden und nach Valdivia zu suchen. Valdivia nutzte die Gelegenheit, um den erfahrenen Pastene und sein Schiff für die Inbesitznahme der Küste bis zur Magellanstraße einzusetzen. Am 8. August 1544 wurde Pastene von Valdivia zum Teniente de Capitán General del Mar del Sur (etwa: Generalkapitänsleutnant der Südsee) ernannt. Etwa einen Monat später, am 4. September, segelte Pastene, begleitet von Jerónimo de Alderete los. Sie erreichten nach drei Tagen 41° Süd und kehrten nach Norden zurück, um die Küste zu erkunden und um das Land symbolisch für den spanischen König und damit für Valdivia in Besitz zu nehmen.
Fast ein Jahr später, im September 1545, entsandte Valdivia Pastene mit der San Pedro, begleitet von Alonso de Monroy und Antonio de Ulloa mit Gold nach Peru. Monroy und Pastene sollten Nachschub besorgen und Ulloa sollte nach Spanien segeln zu Karl V., um für Valdivia den Gouverneurstitel für die Zone bis zur Magellanstraße und in der ganzen Breite zwischen dem Atlantischen und Pazifischen Ozean zu erbitten und zu sichern. Durch Verrat von Ulloa scheiterte das Projekt bei der Ankunft im vom andauernden Bürgerkrieg gebeutelten Peru. Das Gold und die Schiffe wurden beschlagnahmt, Monroy war lebensgefährlich erkrankt und Pastene wurde unter eine Art Hausarrest gestellt.
Zur selben Zeit begann Valdivia mit der Ausdehnung seiner Kolonie nach Süden. Mit 60 berittenen Soldaten zog er bis zum Río Bío Bío. Dort angekommen, wurden sie von einer großen Überzahl Mapuche in die Flucht geschlagen. Dennoch war die Expedition ein Erfolg, denn es gelang, das Gebiet bis zum Río Bío Bío für die Kolonie zu nutzen. Im August 1546 entsandte Valdivia nochmal ein Schiff aus mit Gold, um Nachschub zu bekommen, wieder ohne den gewünschten Erfolg. Währenddessen gelang es Pastene, in Peru ein Schiff zu kaufen und auszurüsten, um sich in Richtung Chile davonzumachen. Schließlich waren schon 31 Monate vergangen, seit Valdivia Pastene ausgesandt hatte, als dieser endlich nach Santiago zurückkam mit den schlechten Nachrichten über die Umstände seiner Reise und der sich vertiefenden Krise in Peru.

### Zurück nach Peru
In den sieben Jahren, in denen sich Pedro de Valdivia in Chile aufgehalten hatte, war der Bürgerkrieg zwischen den Anhängern Pizarros und Almagros ausgeufert. So war der Gouverneur Francisco Pizarro 1541 umgebracht worden, und seine Gegner hatten Almagros Sohn, der ebenfalls Diego hieß, zu seinem Nachfolger ernannt. Cristóbal Vaca de Castro, ein Richter der Real Audiencia, der vom spanischen König als Gouverneur eingesetzt worden war, musste sich mit Waffengewalt gegen die verfeindeten Parteien durchsetzen, was seinerseits 1542 zur Hinrichtung von Almagros Sohn führte. Vaca de Castro wiederum wurde 1544 vom neu ernannten Vizekönig Blasco Núñez de Vela in Lima ins Gefängnis geworfen. Der Vizekönig seinerseits wurde von Auditoren in seinem Palast verhaftet. Gonzalo Pizarro, der von einer langen Expedition aus den Urwäldern östlich von Quito zurückkehrte, wurde aufgefordert, sich auf seine Ländereien zurückzuziehen, aber stattdessen besetzte er mit 1200 Soldaten erst Lima und später Cuzco. Zuletzt hatte Valdivia durch Pastene erfahren, dass all seine Bemühungen um Nachschub und Unterstützung aus Peru vergeblich waren. Pedro de Valdivia erkannte dadurch, dass der Bürgerkrieg in Peru eine große Gefahr für ihn und seine Kolonie darstellte und dass er nur mit Hilfe des spanischen Königs sein großes Ziel, Gouverneur von Chile zu werden, erreichen würde. Er entschloss sich, die königstreuen spanischen Truppen unter der Führung des Präsidenten der Audienca von Lima Pedro de la Gasca in der Niederschlagung des rebellischen Gonzalo Pizarro zu unterstützen.
Um so viel Gold wie möglich für sein Unternehmen zur Verfügung zu haben, entwickelte er einen Plan. Valdiva gab bekannt, dass er ein weiteres Schiff nach Peru schicken wolle. Schon bald meldeten sich bei ihm einige, die um Erlaubnis baten, nach Peru zurückkehren zu dürfen. Valdivia gewährte die Erlaubnis. Die Rückkehrer packten ihr gehortetes Gold ein, verkauften ihre Sachen und schifften sich in Valparaíso ein. Kurz vor der Abfahrt lud er alle zu einem Abschiedsessen an Land ein; in einem günstigen Moment machte er sich mit dem Schiff und dem Gold seiner Leute davon. Valdivia hatte alles gut vorbereitet. Wenige Tage zuvor hatte er mit Zustimmung des Cabildos von Santiago Francisco de Villagra als stellvertretenden Gouverneur und als Verwalter seines persönlichen Vermögens bestellt. Das Schiff gehörte seinem getreuen Gefolgsmann, dem Kapitän Juan Bautista de Pastene, der ihn nun zusammen mit elf Hauptleuten von Valparaíso nach Callao, dem Hafen von Lima, brachte. Zwanzig Tage später, am 30. Dezember, kam Pedro de Valdivia in Callao an. Er unterstellte sich als Hauptmann seiner Truppen dem Oberbefehl des zum Capitán General des Feldzuges ernannten Pedro de Hinojosa.
Am 9. April 1548 schlugen sie Gonzalo Pizarro in der Schlacht von Jaquijahuana in einer Hochebene etwa 25 km westlich von Cuzco entfernt. Gonzalo wurde am folgenden Tag durch Enthauptung hingerichtet. Die übrige Zeit seines Aufenthalts in Peru nutzte Valdivia, um seine Position in Chile zu sichern. Auf sein Bitten hin versprach ihm Pedro de la Gasca, Soldaten zu seiner Unterstützung nach Chile zu beordern und ernannte ihn am 23. April 1548 in Cuzco zum Gouverneur und Generalkapitän von Chile. Allerdings beschränkte Gasca das Gouvernement auf die Region von Copiapo als nördliche Grenze bis nach 41° Süd in einem Streifen von 100 Leguas (17,5 Leguas = 1° longitudinal) von der Küste an in Richtung Osten. Danach reiste Valdivia nach Lima, wo er Leute zu seiner Verstärkung anwarb. Er rekrutierte viele Soldaten unter den glücklosen, verarmten Veteranen aus dem Gefolge von Gonzalo Pizarro, dazu 5 Priester, 15 spanische Kriegswitwen, den Juristen Antonio de las Peñas und Pedro González. Zudem besorgte er eine Menge Kleidung, reichlich Munition, Pflanzen und andere für ihn wichtige Ausrüstung.
Mitte 1548 zog Valdivia mit seinem Gefolge zurück nach Chile. Seine Soldaten plünderten unterwegs, um sich zu versorgen. In Atacama angekommen, wurde Valdivia von Pedro de Hinojosa verhaftet und nach Callao zurückgebracht. Valdivia war wegen der Plünderungen seiner Soldaten angeklagt worden. Der Präsident der Audienca de Lima, Pedro de la Gasca sprach ihn bald von allen Anschuldigungen frei. Im Oktober 1548, kurz bevor Valdivia abreisen konnte, kam ein Schiff aus Chile mit den Kolonisten, die er um ihr Gold geprellt hatte. Erneut sah er sich einer Anklage, diesmal mit 57 Anschuldigungen gegenüber. Zu seinem Glück wurde die ganze Beweislast den Bestohlenen auferlegt, und weil alle als Ankläger auftraten, blieb niemand als Zeuge übrig. Valdivia seinerseits versprach allen, sie in Chile zu entschädigen. So wurde auch hier kurzer Prozess gemacht. Innerhalb eines Monats hatte sich Valdiva von den Anschuldigungen in beiden Prozessen befreit. Am 3. Dezember 1548 bestätigte die Real Audiencia in Lima Valdivias Titel als Generalkapitän und Gouverneur von Chile. So bestens legitimiert und ausgerüstet segelte Valdivia am 21. Januar 1549 von Arica aus mit drei Schiffen, begleitet von 200 Männern nach Valparaíso zurück.
Am 10. Juni 1549 kam Pedro de Valdivia in Santiago an. Mit viel Freude über seine Rückkehr und über den neuen Nachschub wurde er von den Kolonisten in Santiago triumphal empfangen. Drei Tage und Nächte lang soll danach gefeiert worden sein. In der Erwartung, dass die von Gasca versprochenen Soldaten aus Peru durch die Atacamawüste nach Süden kommen sollten, und um diesen auf ihrem Weg helfen zu können, ließ Valdivia die während seiner Abwesenheit zerstörten Siedlungen in La Serena und Copiapó wieder aufbauen. Mit dieser Aufgabe betraute er Francisco de Aguirre, der im Juli 1549 mit 80 Soldaten loszog.

### Ausdehnung der Kolonie

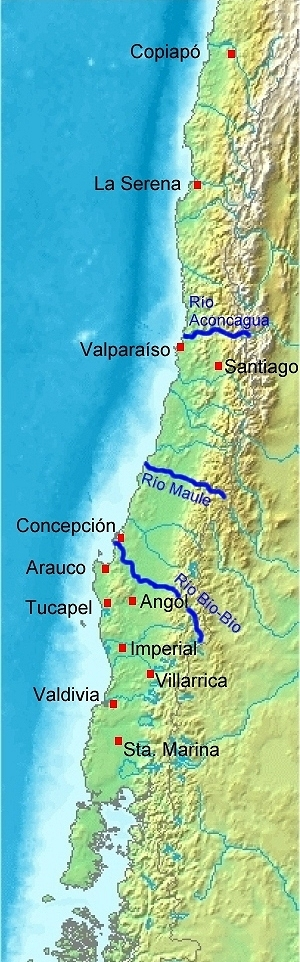
Siedlungsgründungen in Chile
1541 bis 1553

Das Ziel Pedro de Valdivias war es, seine Kolonie so schnell und so weit wie möglich auszudehnen. Im Süden sollte sie bis zur Magellanstraße reichen, der Meerenge, die im Süden des Kontinents den Atlantischen mit dem Pazifischen Ozean verbindet. Im Osten sollte sie bis an den Atlantik reichen. Er wollte also ab dem 26. Breitengrad Süd den ganzen restlichen Kontinent in Richtung Süden für sich. Und er musste sich beeilen, denn auch andere Konquistadoren drängten in diese Gebiete. So hinterlegte er am 20. Dezember 1549 sein Testament in die Obhut der Stadtregierung Santiagos. Anfang Januar 1550 zog er mit 150 bis 200 Soldaten und vielen Indios los und stieß in Richtung Süden vor. Das war der Auftakt zum langjährigen so genannten Arauco-Krieg. Er überquerte den Río Maule und den Río Itata und drang in das Penco-Tal nördlich des Río Bío Bío ein, wo er an der Küste die Stadt Concepción del Nuevo Extremo mit einer kleinen Befestigungsanlage gründete. Im März 1550 kam es dann zur Schlacht von Andalién. Etwa 6000 bis 8000 Mapuche von Penco unter der Führung von Aillavillú gelang es, die Truppen Valdivias einzuschließen. Die in Massen anrennenden Krieger brachten die spanischen Invasoren in arge Bedrängnis. Valdivia verlor dabei sein Pferd und wurde fast gefangen genommen. Aber mit den überlegenen Feuerwaffen (Arkebuse), den Soldaten zu Pferd und einer überlegenen Taktik wurden die Araukaner erfolgreich bekämpft. Aillavillú wurde lebensgefährlich verletzt und gefangen genommen. Nach dem Verlust weiterer Anführer blieb den Araukanern am Ende nur noch die Flucht. Valdivia schloss Frieden mit den Mapuche, die im Gegenzug das Penco-Tal abtreten mussten. Anfang April konnte dann die Stadt Concepción trassiert werden. Im Dezember 1550 wehrte Valdivia einen weiteren schweren Angriff angeführt von Caupolicán ab. In einer Strafaktion ließ Valdivia etwa 200 gefangenen Mapuche Ohren und Nasen abschneiden, bevor er sie frei ließ.
In den folgenden drei Jahren gelang es Pedro de Valdivia, die Kolonie über die Grenzen des vergangenen Inkareiches hinaus auszudehnen. Im Januar 1551 zog er mit 200 Soldaten und einigen Indios von Concepción aus los und überquerte den Río Bío Bío, den die Inkas nicht überwunden hatten. Valdivia drang bis zum Río Cautín vor, wo er im März die Stadt Imperial (heute Carahue) gründete. Etwa ein Jahr später, im Februar 1552 gründete er die Stadt María de Valdivia bei 39°40' Süd. Er richtete eine Festung ein und nahm einige Mapuche als Geiseln, um Angriffe zu verhindern. Die Geiseln nahm er auch mit auf seine Expeditionen. Valdivia hatte erkannt, dass er die Araukaner nicht einfach militärisch besiegen und unterjochen konnte und dass der Weg, die Kolonie zu kontrollieren, über die Gründung von möglichst vielen Siedlungen führte. Im selben Jahr gründete er noch die Stadt Villarrica.
Ende 1552 reiste Pedro de Valdivia nach Santiago. Von dort entsandte er Jerónimo de Alderete nach Spanien, damit dieser den spanischen König über die Fortschritte der Konquista unterrichten sollte und den Monarchen für Valdivia um den Gouverneurstitel für die ganze Zone zwischen dem Atlantischen und Pazifischen Ozean zu bitten. Dann plante Valdivia die Konquista von Gebieten östlich der Anden. Im Dezember betraute er Francisco de Aguirre mit dieser Aufgabe. Mit 100 Soldaten sollte er von La Serena aus durch das Tal des Río Elqui ziehen und die Anden überqueren. Danach kehrte Pedro de Valdivia nach Concepción zurück. Von dort aus dirigierte er seine Truppen bis 43° Süd und wandte sich dann nach Ostpatagonien, mit dem Ziel, eine Hafenstadt am Atlantik zu gründen, um den Handel mit Spanien zu erleichtern.

### Die letzte Schlacht
Im Dezember 1553 erhielt Pedro de Valdivia eine Nachricht aus der Festung Tucapel, dass die Araukaner einen Aufstand vorbereiten würden. Unter der Führung des Kaziken Colo Colo hatten die Araukaner sich entschlossen, für ihre Freiheit zu kämpfen, und hatten den Kaziken  Caupolicán zum Toqui (Kriegshäuptling) gewählt. Valdivia ließ umgehend die neun Kaziken Guaito, Pangue, Lincuo, Guaicha, Paineli, Renque, Llaipo, Toraquin und Millanque festnehmen, um sie dann gefesselt auf dem Boden über Holzglut liegend zu foltern und ihnen Informationen abzupressen. Aber die Kaziken gaben keine Information preis. Bald darauf wurde die Festung Tucapel zerstört. Ende Dezember verließ dann Valdivia mit 50 Soldaten die Stadt Concepción, um den Araukanern entgegenzutreten. Zunächst aber begab er sich zu einer seiner Goldminen in der Zone und sicherte sie gegen mögliche Überfälle. Erst danach begab er sich in Richtung der Festung Tucapel in der Nähe der heutigen Stadt Cañete. In der zerstörten Festung angekommen, wurden sie angegriffen und eingekesselt. Diesmal war Valdivia der Übermacht und einer neuen Taktik des Toqui Lautaro nicht gewachsen und wurde gefangen genommen.
So endete die Schlacht von Tucapel am 25. Dezember 1553 mit dem Tod von Pedro de Valdivia. Der Chronist Alonso de Gongora berichtete, dass er von einem Spanier, genannt Don Alonso, der als Augenzeuge dabei gewesen sein soll, aber entkommen konnte, erfahren hätte, dass Valdivia von einer Gruppe mit Lanzen und Keulen angegriffen, vom Pferd gezogen, entwaffnet und gefesselt worden wäre. Valdivia sei zusammen mit einem Inka-Diener, genannt Agustinillo, und dem Priester Bartolomé del Pozo gefangen gehalten worden und Caupolicán und Lautaro vorgeführt worden. Die drei seien gefoltert und getötet worden und ihre abgeschlagenen Köpfe seien auf Lanzen gespießt ausgestellt worden. Der Chronist Vicente Carvallo berichtete, dass Valdivia drei Tage nach seiner Gefangennahme von einem Mapuche namens Lebentun mit dem Schlag einer Keule auf den Kopf getötet worden sein soll. Es gibt noch einige andere Versionen über den Tod Valdivias. Es ist nicht belegt, wie er starb. Als Todestag wurden angegeben der 25. der 27. oder der 31. Dezember 1553.
Bis dahin hatte Pedro de Valdivia beachtliche Erfolge verzeichnet. Er hatte unter Aufgabe einer schon gut gesicherten Existenz eine Konquista begonnen, für die ihm am Anfang fast niemand Kredit gewährte. Er hatte sich hartnäckig und mit Gewalt gegen alle Widrigkeiten durchgesetzt und eine Kolonie erobert, die im Laufe von 13 Jahren zwischen dem 26. und 42. Breitengrad Süd mit 17 spanischen Siedlungen bevölkert wurde. Das waren die neun Städte Santiago del Nuevo Extremo, San Bartolomé de la Serena, El Barco, Concepción del Nuevo Extremo, Imperial, Santa María de Valdivia, Villarrica, Angol de los Confines und Santa Marina Ortíz de Gaete, die vier Dörfer Copiapó, Valparaíso, Diaguistas und Juríes und die vier Festungen Quillota, Cuyo, Tucapel und Arauco. Am Ende unterstanden ihm ungefähr 1.200 spanische Soldaten in ganz Chile. Er hinterließ keine Kinder.